# 旭堂南鈴
旭堂 南鈴（きょくどう なんれい、別芸名：鈴木 富有子〈すずき ふゆこ〉）は、日本の女流講談師である。お笑いコンビ・ミスマッチのメンバーの一人。大阪府出身。MC企画、大阪講談協会所属。

## 来歴
2010年、ミスマッチのメンバーとして芸能界デビュー。
2016年、四代目・旭堂南陵に弟子入り。講談での口演のほか、ものまねタレントとしても知られ、『銀河鉄道999』のメーテルをはじめ、女優・女性著名人の物まねのレパートリーを持っている。

## 出演
- 鉄オタ選手権（NHK） - メーテルに扮して出演することが多いが、出題者「鈴木さん」として素顔で出る場合もある。